# Gaia Zucchi
Gaia Zucchi (Roma, Laci, 27 de març de 1970) és una actriu italiana de cinema, televisió i teatre.
Nascuda a Roma l'any 1970, té orígens aristocràtics per part de la seva mare. Es va graduar al Centre Experimental de Cinematografia i, al mateix temps es va llicenciar en psicologia. Va començar com a model i va interpretar fotonovel·les a les revistes Cioè i Lanciostory. És mare de dos fills: Leonardo i Mia.
Durant la formació al CSC, dirigida en aquella època per Lina Wertmüller, va tenir com a professors a Goliarda Sapienza i Attilio Corsini.
El 2023 va publicar un llibre autobiogràfic, La vicina di Zeffirelli (El veí de Zeffirelli), que descriu l'amistat que va mantenir amb el director Franco Zeffirelli.

### Cinema
- Plagio (1989), dir. Cinzia TH Torrini
- Nessuno mi crede (1992), dir. Anna Carlucci
- Peggio di così si muore (1995), dir. Marcello Cesena
- Fermo posta Tinto Brass (1995), dir. Tinto Brass
- Il cielo è sempre più blu (1996), dir. Antonello Grimaldi
- Il tocco: la sfida (1997), dir. Enrico Coletti
- I volontari (1998), dir. D. Costanzo
- Per sempre (2003), dir. Alessandro Di Robilant
- Rabbia in pugno (2012), dir. Stefano Calvagna
- Jerry e Tom (2023), dir. Gianluca Ansanelli

### Teatre
- La crisi del teatro (1994), dir. A. Corsini
- Marasade (1996), dir. M. Garroni
- Voglia matta - anni 60 (1995 - 1997), dir. A. Corsini
- Gente soprattutto matta (1997), dir. D. Formica
- Voglia matta - anni 50 (1998), dir. A. Corsini
- Voglia matta di Roma (1999), dir. A. Corsini
- La bottega del caffè (2000), dir. M. Belli
- La giornata d'uno scrutatore (2003), dir. Luca Ronconi

### Televisió
- Papà prende moglie (1993)
- La signora della città (1996), dir. B. Cino
- Tutti gli uomini sono uguali (1998), dir. A. Capone
- Turbo (1999), dir. A. Bonifacio
- La Squadra (2003)
- Carabinieri (2004-2005), dir. R. Mertes
- Distretto di Polizia (2005), dir. Monica Vullo
- Camera Cafè (2005)
- Prenditi cura di Me (Reality 2022) dir. Andrea Bocchino[5]

### Curtmetratges
- Est (1993), dir. F. Brizzi
- Caso Wanderbit (1994), dir. N. Nimica
- Muccino Muccina (1994), dir. G. Petitti
- Carrozzelle felici (2003), dir. Walter Garibaldi
- Come un fiore (2023), dir. Benedicta Boccoli